# Mistrzostwa Polski w Tenisie Stołowym 2006
Mistrzostwa Polski w Tenisie Stołowym 2006 – 74. edycja mistrzostw, która odbyła się w dniach 3–5 marca 2006 roku w Zawierciu.

## Medaliści
| Konkurencja             | Złoty                                                                   | Srebrny                                                                        | Brązowy |
| Gra pojedyncza mężczyzn | Jakub Kosowski (Post SV Hagen)                                          | Lucjan Błaszczyk (Zugbrücke Grenzau)                                           | Paweł Chmiel (Tęcza Nowa Wieś Lęborska) Krzysztof Kaczmarek (Olimpia Grudziądz)                                                      |
| Gra pojedyncza kobiet   | Xu Jie (TT Montpelier)                                                  | Monika Pietkiewicz (KTS Tarnobrzeg)                                            | Marta Gołota (Bronowianka Kraków) Marta Piłka (Bronowianka Kraków)                                                                   |
| Gra podwójna mężczyzn   | Lucjan Błaszczyk (Zugbrücke Grenzau) Szymon Malicki (Olimpia Grudziądz) | Tomasz Lewandowski (Olimpia Grudziądz) Krzysztof Kaczmarek (Olimpia Grudziądz) | Wang Zengyi (Odra Księginice) Daniel Górak (GV Hennebont) Marcin Kusiński (Odra Księginice) Artur Daniel (Tur Jaktorów)              |
| Gra podwójna kobiet     | Xu Jie (TT Montpelier) Kinga Stefańska (KTS Tarnobrzeg)                 | Marta Piłka (Bronowianka Kraków) Magdalena Górowska (Bronowianka Kraków)       | Natalia Partyka (LUKS Orneta) Natalia Bąk (GLKS Nadarzyn) Katarzyna Gieryń (LUKS Orneta) Monika Pietkiewicz (KTS Tarnobrzeg)         |
| Gra mieszana            | Jakub Kosowski (Post SV Hagen) Xu Jie (TT Montpelier)                   | Bartosz Such (Pontoise Cergy) Magdalena Górowska (Bronowianka Kraków)          | Tomasz Lewandowski (Olimpia Grudziądz) Marta Smętek (LUKS Orneta) Lucjan Błaszczyk (Zugbrücke Grenzau) Natalia Partyka (LUKS Orneta) |